# Titus Lucretius Carus
Titus Lucretius Carus (99 v.Chr. – 15 oktober 55 v.Chr.) was een Romeins dichter en filosoof, bekend om zijn leerdicht De Rerum Natura. Wanneer hij geboren werd en overleed is onduidelijk. Sommige manuscripten van Hieronymus zeggen dat hij geboren werd in 96 v.Chr., anderen zeggen in 94 v.Chr., het jaar 93 v.Chr. is ook mogelijk. Prof. Dr. Bartelink stelt weer dat Lucretius geboren is in 98 v.Chr. Vermeldingen van zijn doodsjaar variëren van 53 v.Chr. tot 51 v.Chr. Aelius Donatus beweert dat Lucretius overleed in het jaar waarin Vergilius de toga virulis mocht dragen en Pompeius en Marcus Crassus voor de tweede keer consul waren. Dit duidt op 15 oktober 55 v.Chr.
De herontdekking van zijn De Rerum Natura in 1417 was een klein mirakel. Net als de geschriften van andere epicuristen werd het verloren geacht. De humanist Poggio Bracciolini duikelde het op in een Duits klooster (waarschijnlijk de abdij van Fulda). Hij liet een afschrift maken van het perkament en bezorgde dat aan zijn vriend Niccolò Niccoli. Deze deed er dertien jaar over om een eigen afschrift te maken in zijn prachtige cursief. Niccoli's versie vormde de basis voor de verdere verspreiding, aangezien het perkament en de kopie van Bracciolini verdwenen. Wel doken in de 17de eeuw nog twee oude perkamenten op, nu bewaard in de Universiteit Leiden.
Het werk van Lucretius laat ons de eigen stem horen van een antieke materialist en atomist. De herontdekking ervan bracht een intellectuele revolutie teweeg.

## Biografie
Over Lucretius' leven is heel weinig bekend. Zijn kennis van de Griekse en Romeinse letterkunde en filosofie getuigt van een degelijke opvoeding. Uit zijn werk blijkt dat hij goed op de hoogte was van het leven in Rome, maar zijn vertrouwdheid met het platteland wijst erop dat hij niet steeds in Rome woonde. Het is bekend dat Lucretius hield van oude Latijnse gedichten, vooral Ennius. Diens dichtstijl komt terug in zijn eigen werk; hij eindigt zijn hexameters soms op dezelfde manier. Lucretius' cognomen Carus verwijst mogelijk naar een Keltische afkomst (uit Noord-Italië?). Hij was waarschijnlijk bevriend met enkele vooraanstaande aristocraten. Aan een van hen, een zekere Memmius (praetor in 58 v.Chr., wellicht dezelfde die ook door Catullus wordt genoemd), heeft hij zijn bewaard gebleven werk opgedragen. In Lucretius' ogen was Memmius, die bekend stond om zijn morele en financiële corruptie, hét voorbeeld  van iemand die verkeerd leefde.
In de Kroniek van de christelijke auteur Hiëronymus (4e eeuw na Chr.), die zelf uit een literatuurgeschiedenis van Suetonius lijkt te putten, lezen we dat Lucretius door een liefdesdrank gek geworden is en op zijn 44ste zelfmoord heeft gepleegd. Hij zou op heldere momenten een paar boeken geschreven hebben die later door Cicero uitgegeven zouden zijn. Dit is niet erg waarschijnlijk. Geen enkele andere auteur vermeldt het, en in zijn werk waarschuwt Lucretius juist tegen hartstochtelijke liefde en tegen zelfmoord. Het kwam vaker voor bij vroegchristelijke auteurs dat materialistische filosofen zoals de epicuristen als krankzinnigen werden afgeschilderd.
Zijn werk De Rerum Natura is, behalve om de inhoud, ook om zijn literaire kwaliteiten van grote betekenis, en werd door toedoen van Cicero, die zelf allerminst een aanhanger van Lucretius' leer was, postuum uitgegeven. Deze schreef aan zijn broer Quintus: ‘de gedichten van Lucretius zijn inderdaad zoals je schrijft: ze bevatten veel momenten waarop zijn genie opvlamt, maar ook veel techniek.' De reden waarom Cicero toch niet zoveel op zou hebben met Lucretius, is onder andere omdat hij zijn werk in een poëtische vorm schreef. Cicero gaf de voorkeur aan teksten die rechtstreeks de Griekse bronteksten gebruikten. Ook is het duidelijk dat Cicero Lucretius’ epicuristische ideeën niet deelde. 
Cicero’s ongenoegen met Lucretius is terug te zien in het feit dat hij nauwelijks naar Lucretius verwijst. Hij zou hem namelijk geen podium willen geven voor de ideeën waar hij zo sterk tegen was. Behalve door Cicero, wordt door nog een tijdgenoot over Lucretius gesproken. Dit werd gedaan door de Romeinse geschiedschrijver Cornelius Nepos door te zeggen “na de dood van Lucretius en Catullus”.

## De Rerum Natura

De rerum natura, 1570

Lucretius' leerdicht De Rerum Naturā ("Over de natuur der dingen") beschrijft in zes boeken (in totaal 7415 verzen, dactylische hexameters), de verschijningsvormen van de natuur en hun ontstaan. In het werk predikt hij de levensbeschouwing van de Griekse filosoof Epicurus, die voor zijn fysische verklaringen teruggreep naar de atoomtheorie van Democritus, en Lucretius stelt zich tot doel de lezers op die manier te bevrijden van de angst voor en het bijgeloof aan de macht van de goden. Het werk relativeert ook de plaats van de mens in de kosmos. In tegenstelling tot andere Latijnse gedichten, beschrijft Lucretius een filosofie, in plaats van de grootsheid van de Romeinen. De titel van De Rerum Natura wijst naar een van Epicurus’ meest belangrijke werken, het verloren Peri physeos, met 37 boeken. Hiervan werd een nieuwe tekst afgeleid. Een kleinere tekst, die bewaard is gebleven als een brief aan Herodotus. Een grotere tekst, die verloren is gegaan, bevatte waarschijnlijk de belangrijkste hoofdlijnen die Lucretius volgde.
Na het voorwoord, met onder andere een aanroeping tot Venus, vraagt Lucretius de lezer de leer die hij gaat presenteren niet als goddeloos te beschouwen, maar om na te denken over de heersende, vaak wrede religie. Hierbij roept hij het voorbeeld van Agamemnon, die zijn dochter doodt omwille van de goden. Religie is hier volgens Lucretius iets wat ervoor zorgt dat mensen angstig zijn. Mensen kunnen van die angst bevrijd worden door kennis van de wetten van het universum, die mensen vertellen over hun sterfelijkheid en ziel. Men is gaan vermoeden dat de dichter gek was, omdat het gedicht in dichtvorm is en Epicurus daar zelf tegen was omdat het taalgebruik dan niet duidelijk is. Daarnaast speelt Venus een andere rol dan in wat Lucretius over het algemeen over de goden zegt. Verder bestrijdt hij vormen van bijgeloof die bij geen enkele ontwikkelde Romein lijken voor te komen. Bovendien beschreef hij Epicurus als een ware messias. Deze tegenstellingen hebben tot een opmerkelijke theorie geleid. De 'wetenschappelijke' Lucretius zou in zijn boek voortdurend aan het strijden zijn met dezelfde dichter vol doodsangst en hartstocht; de Anti-Lucretius. Dit zou men ook terug kunnen zien in de schrijfstijl van Lucretius: het ‘wetenschappelijke’ deel zou in proza zijn geschreven, het ‘onwetenschappelijke’ deel in poëzie. Tegenwoordig wordt dit idee echter verworpen door de meeste wetenschappers,
aangezien Lucretius zeer bewust was van Epicurus' afkeer van poëzie. Hij zegt zelf dat hij de dichtvorm heeft gebruikt om mensen te misleiden, zoals artsen kinderen een bitter drankje met alsem laten drinken door de rand van de beker in te smeren met zoete honing.

### Samenvatting van de zes boeken
1. In het eerste boek weerlegt Lucretius met de principes van een wereld opgebouwd uit atomen de theorieën van pre-Socratische filosofen, waaronder Herakleitos, Empedocles en Anaxagoras. Hij bestrijdt hier ook het stoïcisme.[3] In zijn werk maakt Lucretius vaak de vergelijking tussen de taal en de werkelijkheid. De atomen van Epicurus vergelijkt hij met letters, waar ook een beperkte hoeveelheid van is en die de bouwstenen zijn van alle teksten. Uit deze ‘oerdelen’ zijn alle elementen ontstaan.[11]
2. idem, zie 1.
3. Uiteenzetting dat de atoomtheorie ook van toepassing is op de mens, op zijn ziel zowel als op zijn lichaam. Van onsterfelijkheid is helemaal geen sprake. Dit deel eindigt hij met een “preek” in het thema “de dood is niks”.
4. Over de betrouwbaarheid van onze waarnemingen. Wanneer er fouten optreden, komt dat doordat onze geest deze waarnemingen onjuist interpreteert. De waarnemingen vormen ook de grond van onze indrukken van smart en genot, en van de dromen, instincten en driften, inclusief de seksuele. Aan het eind van dit boek verzet Lucretius zich hevig tegen de dwaze passie van liefde. Een goed epicuristisch mens laat zich niet leiden door de passie van liefde, die geen enkele rechtvaardiging vindt in de natuur (seks heeft dat wel, daar heeft hij het ook niet over). Dit betoog tegen de liefde kan te maken hebben met culturele factoren. Zo zou hij zich willen verzetten tegen de erotische boeken van bijvoorbeeld Catullus.[12] Het 4e boek eindigt met een satirische schildering van de liefde in al haar verschijningsvormen.
5. Behandelt het ontstaan van aarde, zon, maan en sterren, van planten en dieren, en eindigt met een uitvoerige beschouwing over de evolutie van de mens en zijn cultuur. Volgens Lucretius is de wereld niet geschapen door een godheid, maar tot stand gekomen door een toevallige collisie van atomen.[13]
6. Bespreking van bijzondere meteorologische verschijnselen, vanuit de atoomtheorie verklaard. Extreme weersomstandigheden en natuurrampen ontstaan via natuurlijke weg, en hebben niets met goddelijke ingrepen te maken. Hierbij gaat het vooral om bliksem en onweer. Ook gaat Lucretius in op de verklaring van ziekte.[2] Het boek eindigt abrupt met de evocatie van de pest te Athene, een somber einde in contrast met de lofzang waarmee het begon. Het is duidelijk dat de dood Lucretius heeft verhinderd de laatste hand aan zijn werk te leggen.

### De argumentatie in het gedicht
1. Niks is ontstaan uit het niets of is terug te delen tot het niets. Het universum heeft een oneindige hoeveelheid ruimte, of leegte. Ook heeft het een oneindig aantal niet deelbare deeltjes (atomen). Hoewel er oneindig veel zijn, is de variatie ervan beperkt. Deze deeltjes verschillen alleen maar in gewicht, maat en vorm. Ze zijn allemaal ondoordringbaar hard, ze veranderen niet en ze blijven voor eeuwig bestaan.[5] Ze zijn opgebouwd uit kleinere ondeelbare delen. De grotere atomen hebben er daar meer van. De atomen zouden tot in het oneindige zijn blijven uitdijen als ze geen atomische systemen hadden gevormd. Hierdoor zijn er oneindig veel werelden. Door uitwijkingen komen er afwijkingen in de normale gebeurtenissen en is er ruimte voor de vrije wil. Alles is uiteindelijk opgebouwd uit atomen, met grotere of kleinere stukken leegte ertussen. Alle systemen bestaan uit atomen, en kunnen daardoor geheel verdwijnen. Alle verandering is te verklaren door het toevoegen, verwijderen of veranderen van atomen.
2. De ziel is gemaakt uit kleinere en soepelere atomen dan het lichaam.[5] De ziel is op twee plekken verbonden met het lichaam: de ‘anima’, die door heel het lichaam heen zit en zorgt voor gevoel; en de ‘animus’, die zorgt voor het bewustzijn. Deze zit rond het hart. De ziel groeit mee met het lichaam en bij de dood verspreidt zij zich net als rook.[3]
3. Hoewel de goden bestaan, zullen ze nooit ingrijpen op de wereld. Ze hebben die dus ook niet gemaakt. Als wezens van buitengewoon fijne atomen leven ze ver weg, zich niet druk makend om de mensen. Alhhoewel de goden uit atomen bestaan, zijn ze onkwetsbaar, aangezien ze niet in een universum leven maar in de ruimte ertussen, waar niets hen kwaad kan doen.[14] Ze zijn de voorbeelden van een leven met perfecte vreugde (geen pijn of slechte gevoelens, en een eeuwig bestaan).
4. Men komt tot kennis door waarneming en beargumenteerd door rede en bepaalde regels. Hoewel de waarnemingen onfeilbaar zijn, worden er fouten gemaakt door de rede. Objecten worden gezien door een ontlading op het oppervlak van een object. Dit komt in het oog net als geur in de neus. Losse atomen zijn op zich niet waarneembaar omdat ze geen ontladende deeltjes hebben. De zintuigen nemen deze waarnemingen waar, en de rede reageert hierop. Zo worden de bewegingen van het lichaam verklaard.
5. De mens zoekt in principe genot en wil pijn ontwijken. Hun doel is zo dat ze het maximale genot krijgen en minimale pijn ondergaan. Dit kan alleen als het ze lukt om door filosofie de angst voor de dood en de goden te overwinnen.[3] Het maximale genot bereik je niet door onbegrensd je driften volgen, aangezien dat juist zorgt voor minder genot. Genot bereik je op de makkelijkst mogelijke manieren: honger stil je bijvoorbeeld met een redelijke hoeveelheid voedsel, niet door te veel te eten.[15]
6. In zijn hele werk gebruikt Lucretius vaak de argumentatietechniek ‘reductio ad absurdum’. Hierin trekt hij een volgens hem onjuiste opvatting zo ver mogelijk door, tot in het 'absurde'. Zo zou volgens hem angst voor de dood tot zelfmoord kunnen leiden.[16]
7. Volgens Lucretius durven mensen die bang zijn voor de dood en voor de goden niet zélf ontdekkingen te doen, en nemen daarom een allesomvattende uitleg klakkeloos aan. Zij kunnen namelijk niet omgaan met onzekerheid.[17] Mensen zouden, door de leer van Epicurus, bevrijd moeten worden van deze angsten.
8. Lucretius gaat in zijn werk in op de ontwikkeling van de mens, de positieve én de negatieve aspecten hiervan. De positieve aspecten zijn bijvoorbeeld de ontdekking van vuur, taal, landbouw, maar er zijn ook veel negatieve ontwikkelingen zoals oorlogvoering en godsdienstige angsten.[18]

## Literaire betekenis
De vele poëtische uitweidingen tonen Lucretius als een dichter met een groot beeldend taalvermogen. Het is aan zijn stijl te zien dat hij veel van de oude gedichten afwist. Vooral die van Ennius (239-169 v.Chr.). Lucretius' verzen zijn veel soepeler. Herhaaldelijk verlevendigt Lucretius "prozaïsche" technische uiteenzettingen met dichterlijke beelden. Zelf had Lucretius weer belangrijke invloed op latere dichters, met name op Vergilius.
Lucretius was, behalve dichter, in de eerste plaats een gedreven verkondiger van een bevrijdende leer, die de angst en de beperktheid uit het leven van de mensen wilde wegnemen door hun blik te verruimen. Daarvan was hij zich ten volle bewust. Zijn taak was niet licht: de wetenschappelijke ontdekkingen van de Grieken waren op zich al moeilijke stof, en ze in degelijke Latijnse verzen weergeven was evenmin eenvoudig. Het Latijnse vocabularium was destijds nog arm en ongedifferentieerd, en Lucretius moest dus nieuwe taalidiomen creëren om over al deze ongehoorde zaken te spreken.
In de Romeinse staat was veel kritiek op Lucretius’ werk. De Romeinse staatsinrichting steunde namelijk op religie: als men misdaden beging, kon je een straf van de goden verwachten. Lucretius ontkende dit, volgens hem moest men niet bang zijn voor de goden. Dit maakte hem niet populair bij de Romeinse elite. Maar vooral vanaf de triomf van het christendom in het Romeinse Rijk (ca. 300 na Chr.) was er veel weerstand tegen Lucretius en zijn werk. Vooral de eerste christenen hadden weinig begrip voor de atoomtheorie van Lucretius. Lucretius’ werk is eerst bestreden en vervolgens eeuwenlang "doodgezwegen" en vergeten. Pas in de 15e eeuw, na herontdekking door de Italiaanse humanist en geleerde  Poggio Bracciolini, is het werk opnieuw uitgegeven. Zeker in de 17e en de 18e eeuw had Lucretius weer hernieuwde populariteit, door de veranderende ideeën over mens en natuur. De Rerum Natura werd, vooral aan het einde van de 18e eeuw, zeer geliefd in Europa. Vooral de ideeën over de oorsprong van de wereld en de mens sprak aan, aangezien Lucretius, net als sommigen in die tijd, het ingrijpen van goden ontkende.
Lucretius' leerdicht is het eerste Latijnse leerdicht dat volledig overgeleverd is. Op zich is het apart te noemen dat Lucretius Epicurus’ leer in een gedicht heeft uitgedrukt. Epicurus was namelijk een tegenstander van poëzie, want deze uitdrukkingsvorm zou niet exact genoeg zijn. Lucretius ging overigens niet de straat op met zijn filosofie, zoals Socrates deed. In tegenstelling tot veel Latijnse dichters, vertelt Lucretius wat verteld moet worden, het liefst door alles systematisch uit te leggen, met een passie voor filosofie. Geen gedicht  over vechtende mannen, maar over intellect. De enige held die naar voren komt is Epicurus

## Nederlandse vertalingen (selectie)
- De natuur van de dingen, tweetalige editie vertaald door Piet Schrijvers, 2008, ISBN 9789065544247
- Leerdicht over de natuur, vertaald door Marguerite Prakke, 2007, Uitgeverij Damon
- Over de natuur, vertaald door Aeg. W. Timmerman, bezorgd en ingeleid door P.H. Schrijvers, 1984
- Atomen tegen Goden (de rerum natura), vertaald door A. Rutgers van der Loeff en toegelicht door P.H. Schrijvers, 1976
- De natuur en haar vormen, vertaling van boek I en V door Ida Gerhardt, 1942

- Bibsys: 90060393
- Biblioteca Nacional de Chile: 000070587
- Biblioteca Nacional de España: XX985629
- Bibliothèque nationale de France: cb11913603g (data)
- Catàleg d'autoritats de noms i títols de Catalunya: 981058523528606706
- CiNii: DA0100551X
- Gemeinsame Normdatei: 118575236
- International Standard Name Identifier: 0000 0001 2146 3483
- Library of Congress Control Number: n79033010
- Nationale Bibliotheek van Letland: 000143787
- MusicBrainz: f49abba8-9525-4f69-8311-a357f7942d89
- Bibliotheek van het Japanse parlement: 00470725
- Nationale Bibliotheek van Tsjechië: jn19981001772
- Nationale bibliotheek van Australië: 35315470
- Nationale Bibliotheek van Israël: 987007443328105171
- Nationale Bibliotheek van Polen: a0000001180583
- Nationale en Universitaire bibliotheek Zagreb: 000011901
- Nederlandse Thesaurus van Auteursnamen: 068857543
- Réseau des bibliothèques de Suisse occidentale: 02-A000107328
- Istituto Centrale per il Catalogo Unico: CFIV069987
- LIBRIS: 208669
- Système universitaire de documentation: 026997576
- Trove: 908734
- Virtual International Authority File: 106388020
- WorldCat: E39PCjyh68jVXWPHHHkfHmKyBP